# Puharjeva ulica, Ljubljana
Puharjeva ulica je ena izmed ulic v Ljubljani.

## Zgodovina
Leta 1923 so preimenovali dotedanjo Kolizejsko ulico v Puharjevo ulico, po slovenskemu izumitelju fotografije na steklenih ploščah Janezu Puharju.

## Urbanizem
Ulica poteka v obliki črke L, pri čemer se oba kraka končata slepo. Severni krak poteka vzporedno s Bleiweisovo cesto in se konča na križišču s Prešernovo cesto; tu se prične južni krak, ki slepo konča v smeri Slovenske ceste; tu se prične zahodni vstop v podhod Ajdovščina.
Na ulico se (od vzhoda proti zahodu) povezujeta Zupančičeva ulica in Prežihova ulica.
Ob ulici se nahajajo: Ministrstvo za notranje zadeve Republike Slovenije, Osnovna šola Prežihovega Voranca Ljubljana,...